# علم نفس الرقص
علم نفس الرقص هو مجموعة من الحالات العقلية المرتبطة بالرقص ومشاهدة رقص الآخرين. يعين المصطلح المجال الأكاديمي متعدد التخصصات الذي يدرس أولئك الذين يقومون بذلك. وتشمل مجالات البحث التدخلات الرامية إلى زيادة صحة كبار السن ، وبرامج تحفيز إبداع الأطفال، والعلاج بالرقص، واختيار الشريك والاستجابات العاطفية.

## إدراك الجمهور
توفر بيانات الاستجابة المستمرة معلومات لمصممي الرقصات عن إدراك الجمهور لمواد الرقص الخاصة بهم. تم العثور على المباريات وعدم التطابق بين نية مصمم الرقصات واستجابة الجمهور من خلال الحكم المستمر على المشاعر التي تم التعبير عنها عند مشاهدة أعضاء الجمهور لـ Fine Line Terrain التابعة لـ سو هايلي. تم تخطيط اللحظات الرئيسية والتغييرات الهيكلية المقصودة التي وصفها مصمم الرقصات على بيانات الاستجابة المستمرة لمقارنة غرض مصمم الرقصات وتصور الجمهور. 
تساهم المظاهر السطحية للرقص في إثارة الجمهور. وقد أشار أعضاء الجمهور باستمرار إلى الاستثارة في الوقت الذي كانوا يشاهدون فيه مشهد فرقة الكوانتوم ليوب لفرقة الرقص الكوري للشباب: الوقت والمكان والهوية من خلال الحكم المستمر على التكافؤ والعاطفة التي تصورها الرقصات. قارن الباحثون ملاحظات حول العواطف التي تم التعبير عنها خلال القطعة ووجدوا أن الإثارة كانت متعلقة بالتغييرات في نشاط الموسيقى والرقصات. 

## التعرف على العاطفة

### الكبار
يصنف تحليل اللبان حركة الإنسان على أساس مدة الزمن وتغيير الإيقاع، وتقلص وتوسيع الأطراف وتوتر وديناميكية الحركة. في تجربة، عرض المشاركون 20 مقطع فيديو لراقصين يؤدون نفس الرقص وهم يحاولون نقل الغضب أو الخوف أو الحزن أو الفرح. أداء المشاهدين بمستوى أعلى من الحظ لكل أداء واحد من الحزن. وكان أعلى معدل للاعتراف بالحزن، يليه الغضب، ثم الفرح. حاول نظام التعرف الآلي العثور على إشارات الحركة للعواطف المختلفة. تم التعبير عن الخوف بطلاقة منخفضة وكثير من الانقباضات في الجسم، والفرح بحركة بطلاقة، والحزن بانتقالات متكررة بين الحركة والتوقف، والحد من الطلاقة. تم التحقق من الإشارات المستخلصة من خلال التعرف على المشاعر المختلفة في الحركة وأثر الرقصات في أداء العواطف بالمثل. 
التقط المراقبون العاطفة حتى بدون تعبيرات الوجه. شاهد المقيمون الذين ليس لديهم خبرة في الرقص مقاطع فيديو لراقصين يؤدون حركة مع سبعة دوافع مختلفة وست عواطف، ولكن مع وجه محايد. استخدم المقيمون قائمة من العبارات الدافعة بما في ذلك السعادة، الوحدة، الحادة، الطبيعية، المهيمنة، الديناميكية والمتدفقة. قاموا بتقييم الكثافة العاطفية على مقياس من واحد إلى أربعة فيما يتعلق بالسعادة، المفاجأة، الشعور بالوحدة، الخوف، الغضب والاشمئزاز. كان ينظر إلى جميع العواطف والدوافع المقصودة، مما يدل على أن محاولات التواصل العاطفي والتحفيز عبر الحركة يمكن أن تنجح. 
الأفراد المشاركون في العلاج بالرقص يتعرفون علي مشاعر مشابهة لتلك التي يحددها مراقبو النشاط. حاول المشاركون عمل كل وضع بعد مشاهدة صورة أو نموذج. لاحظ المشاركون العاطفة المرتبطة بكل موقف. كانت الاستجابات هي نفسها سواء كان الشخص يراقب أو يجسد الموقف، باستثناء الغضب. لاحظ المحركون استجابة الغضب أكثر من المراقبين. 

### الأطفال
راقب الأطفال والكبار البالغون من العمر أربع سنوات وخمس سنوات وثمانية أعوام مقاطع فيديو للحركة تعبر عن الفرح والغضب والخوف والحزن وأشاروا إلى المشاعر التي ينظرون إليها في كل فيديو. حققت جميع الفئات العمرية درجات تميز أعلى من مستوى الفرص. كان لدى الأطفال البالغين من العمر أربع سنوات أدنى الدرجات، في حين أن الأطفال في سن الخامسة حققوا مستويات قريبة من نتائج البالغين من العمر ثماني سنوات والبالغين. 

## خبرة

### الباليه والرقص الهندي
شاهد غير متدربين، ومبتدئين في الباليه أو الرقص الهندي أشرطة الفيديو من الباليه والرقص الهندي . تم استخدام إمكانات المحرك (MEPs) في أيديهم وذراعهم لقياس استثارة القشرية. في الباليه، يتم استخدام الأذرع بشكل متكرر، بينما تستخدم اليدين في الرقص الهندي. كون المشاركون اشارات أعلي عند مشاهدة الباليه مقارنة بالرقص الهندي. 

### ادراك الوضع
يتمتع الراقصون بادراك أكثر دقة من غير الراقصين مما يسمح لهم بالاعتماد بشكل أكبر على حس الموقف من الرؤية.  يختلف الخبراء والهواة والمبتدئين في تمثيلهم العقلي على أساس الاتجاهات المكانية. استعرضت الموضوعات في كل مجموعة مقاطع من خطوات البالية الكلاسيكية الأساسية ولوحظت الاتجاهات المكانية لمفاهيم العمل الأساسية (BACs) ، والتي تمثل تمثيلات ذهنية لكل جزء من الحركة. بالنسبة للحشد التجميعي، قام الهواة والخبراء بتجميع الحركة في المراحل الوظيفية، لكن بالنسبة إلى الدوران، كان لدى الخبراء فقط معايير مكانية كافية. هذا يشير إلى أن الخبراء يحتفظون بالأبعاد المكانية في ذاكرتهم على المدى الطويل وأن الراقصين يستخدمون الصور الذهنية لحفظ عبارات معقدة طويلة. 

## المشاركة في الرقص
يفكر الراقصون في أوضاع مختلفة، تذكر الحركة المعقدة والرد على الراقصين الآخرين. يحدث الاتصال بين الراقصين من خلال الإدراك المباشر للحركة، والتعرف على البنية والنظير العصبي. تتضمن ذاكرة الراقصين المعرفة الإجرائية لكيفية نقل أجسامهم ومعرفتهم التوضيحية لمجموعات محددة. وهكذا، فإن الرقص يشبه اللغة، حيث تعتمد القواعد على الذاكرة الإجرائية وذاكرة الكلمات تعتمد على الذاكرة التقريرية. الرقص ينطوي أيضا على المشاعر والخبرة الشخصية. 
كل راقص معاصر له هوية مؤثرة نتيجة لمجموعة من المؤثرات الرقابية والتدريبية التي تكشف عن سرد شخصي. 
وجدت دراسة واحدة لجامعة ديوك أن الراقصين يتعلمون الروتينية بطرق مختلفة، سواء بالرقص في نصف السرعة أو في أذهانهم. 
توصلت دراسة إلى أن المشاركة في الرقص المتزامن تسهل الترابط الجماعي وتقلل الألم أكثر من المشاركة في الرقص غير المتزامن معًا. 

## العاطفة

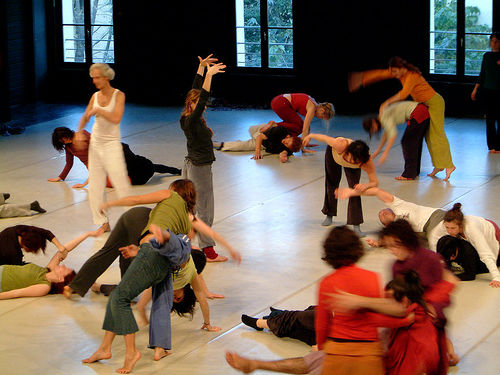
الرقص الارتجال

### التعاطف
يتوسط التعاطف الإدراك في ارتجال الرقص. من خلال فهم مشاعر الآخرين ونواياهم، يقوم الراقصون باتخاذ قرارات حركية عاطفية. تعتمد الحركة المرتجلة على الإدراك المتجسد، النظرية القائلة بأن الجسد يكشف طبيعة العقل، وأن الإدراك يتجسد في العمل، والإدراك الاجتماعي، وفهم الراقصين لأفعال الآخرين وعواطفهم، وتحديد الإدراك، وأن المعرفة لا تنفصل عن العمل. تكمن وراء الخلايا العصبية من نوع المرآة العديد من الحركات، مما يسمح للراقصين بالاستجابة للمنبهات من الراقصين بطريقة لا شعورية. يوفرالتعاطف بنية مؤقتة للحركات، والتي تسمح لارتجال الاتصال أن يكون نوعًا من تصميم الرقص. 

### الابداع
وقد ثبت أن العواطف تؤثر على الإبداع من خلال تفاعلات الإثارة والتكافل للموضوعات التي تلعب لعبة فيديو Dance Dance Revolution. تم تعيين المشاركين عشوائيا إلى ثلاثة مستويات مختلفة من المجهود، تمثل مستويات الإثارة. وبينما كان المشاركون يرقصون، قدم لهم أحد التجريبون بشكل عشوائي درجة سيئة للغاية أو درجة جيدة جدًا، محاولين التأثير على مزاج الشخص. بعد الرقص، تم اختبار المشاركين على التكافؤ، والمزاج، والإثارة، والإبداع ومستوى الطاقة البدنية والعقلية. انخفاض مستويات الإثارة أسفر عن درجات أعلى من الإبداع عندما تم حث المزاج السلبي. مع ارتفاع مستويات الإثارة، أدى المزاج الإيجابي إلى إبداع أكبر من المزاج السلبي. 

## المدارس
يوظف الرقص العاطفة والإبداع والتأثير الثقافي والرمزية لنقل المعنى. يشبه الرقص اللغة اللفظية لأنه يحتوي على مفردات (حركات رقص) وقواعد (نظام لدمج الحركات).  يزيد الرقص من الترابط بين الطلاب وبين الطلاب والمعلمين في الفصل الدراسي.  في المدارس يمكن للطلاب تعزيز الذكاء الجسدي الحركي، وإعادة تنظيم المسارات العصبية لتحسين التعلم، والتعبير عن المعرفة من خلال الرقص. 
الرقص يساعد الطلاب على تطوير الشعور بالذات كوجود عاطفي واجتماعي. في مرحلة ما قبل المدرسة، طور الأطفال اللغة والحركة والمهارات التعاونية للتعبير عن أفكارهم. هم خلقوا واسموا وضعيات، وتعلموا طرق للتنفس للتطبيق في أوضاع عاطفية مختلفة، وعكسوا تحركات الآخرين، ودمجوا العواطف في حركتهم وشاركوا في حرية الحركة. عزز الأطفال معرفتهم الاجتماعية ورفعوا وعيهم بأجسادهم. 

## العلاج

### العلاج بحركة الرقص
أظهر مرضى الخرف الذين شاركوا في العلاج بحركة الرقص (DMT) تحسنا في الإدراك مقارنة بالمجموعة الضابطة. شاركت مجموعة التدخل في جلسات لمدة تسعة وأربعين دقيقة إلى أربعين دقيقة من العلاج بحركة الرقص. أكملت مجموعات المراقبة والتدخل امتحانات الحالة الذهنية البسيطة (MMSE) ، والوزن المدرج في قائمة الكلمات، والأنشطة المفيدة للحياة اليومية (IADLs) ، واختبار رسم الساعة قبل أسبوع، مباشرة قبل أسبوع، في الأسبوع التاسع وبعد أربعة أسابيع من التدخل. تحسنت درجات MMSE في مجموعة الرقص في المتابعة وتحسنت نتائج IADL في مجموعة الرقص في الأسبوع 9. كانت التغييرات صغيرة، ولكن تم العثور على تحسينات ذات الصلة بالتدخل في القدرة البصرية . 

### الرقص الهوائي
حسّن برنامج الرقص الهوائي الوظيفة التنفيذية لكبار السن. تم تكليف المشاركين بممارسة تمرينات حرة، والتي تضمنت أنماطًا من الحركة، أو تمرينًا يجمع بين الأسلوب، حيث تعلموا روتينً رقص طويل. تم اختبار وظيفتهم المعرفية على الفور قبل وبعد حصة الرقص الأربعين دقيقة مع اختبار وقت رد فعل تبديل المهام. تحسن الأداء في مجموعة الجمع بعد البرنامج، في حين لم يكن هناك تغيير في المجموعة الحرة. 

### رقص الجاز
أجريت دراسة للرقص على موسيقى الجاز لتحسين توازن كبار السن، والإدراك والمزاج. تم قياس هذه بMMSE ، مقياس الاكتئاب الشيخوخة (GDS) ، واختبار المنظمة الحسية (SOT) ، على التوالي قبل (المرة الأولي ) ، في نقطة الوسط (المرة الثانية ) ، وبعد (المرة الثالثة) الحصة. لم تكن الفروق في نتائج MMSE و GDS كبيرة، ولكن زادت نقاط SOT من المرة الأولي إلي الثانية ومن الثانية إلي الثالثة. 

## الآثار المترتبة على اختيار زميل

### تناظر
اقترح تشارلز داروين أن الرقص هو إشارة للاختيار الطبيعي في التودد. يقيس عدم التماثل المتقلب (FA) جودة الرقص، حيث تشير الدرجات الأعلى إلى جودة أقل. الأفراد FA أفضل أقل جاذبية. هم أكثر عرضة للانخراط مع الأفراد FA أخرى. تم تغيير دراسة التقاط الصور لأشرطة الفيديو لراقصين جامايكيين، لجعل الراقصين لا يمكن التعرف عليهم باستخدام تصنيفات الاتحاد الفيدرالي لتصنيف الراقصين. قيم الذكور والإناث القدرة علي الرقص وتحديد جنس الراقص. تم تصنيف الرقصات المتناظرة على أنها أفضل بكثير من غيرها، لكن التماثل النسائي كان أقل من مثيله في الذكور. ويفضل المقيِّمون الإناث بقوة أكبر من الراقصين الذكور، في حين لا يوجد فرق بين الجنسين في تصنيفات الراقصات الإناث. كان الأقل تقييما من الذكور المقيمين أقل من المرجح في تفضل الرقصات التي تقوم بها الإناث متناظرة. 

### المخاطرة
```
يُفضل اختيار زميل عندما تدرك النساء المخاطرة في الرجال من تلميحات الحركة في الرقص. أنهى الراقصون الذكور غير المغايرين من الذكور جدول قياس الإحساس (SSS-V) بتقييم مواقفهم تجاه الأنشطة المحفوفة بالمخاطر، والسعي إلى الإثارة والحفلات والأنشطة الجنسية. شاهدت النساء أشرطة الفيديو لهن يرقصن بمفردهن في غرفة ويصنفن مستوى المخاطرة والجاذبية. ترتبط معدلات جاذبية الراقصين بشكل إيجابي بمتوسط مخاطراتهم ومعدلات البحث عن الإحساس. 
[
23
]
```